# هایاتو ایسومورا
هایاتو ایسومورا (磯村 勇斗 Isomura Hayato, زادهٔ ۱۱ سپتامبر ۱۹۹۲) بازیگر ژاپنی است که زیر نظر بلو لیبل فعالیت می‌کند. از آثاری که در آنها ایفای نقش کرده‌است می‌توان به به فراسوی آسمان آبی برس و آلیس در سرزمین مرزی اشاره کرد.